# Конор Трејнор
Конор Трејнор (енгл. Conor Trainor; 5. децембар 1989) професионални је канадски рагбиста који тренутно игра за БК Берс. Висок 188 цм, тежак 95 кг, играо је за Канаду и у рагбију 7 и у рагбију 15. Студирао је инжињерство на универзитету у западном Онтарију. Прошао је млађе селекције Канаде, а за сениорску рагби 15 репрезентацију Канаде 22 тест меча и постигао 30 поена. Играо је на светском првенству 2011.